# Gonzalo Maier
Gonzalo Maier (Talcahuano, 1981) es un escritor, columnista y académico chileno. Ha sido catalogado por la crítica como "el secreto mejor guardado de la literatura chilena reciente". Su literatura ha sido descrita "como un lugar de resistencia, de libertad, de un juego imposible".En 2024, se dio a conocer la noticia de que Maier será publicado próximamente en la editorial estadounidense The New York Review of Books.

## Trayectoria
Gonzalo Maier es PhD in Arts por la Radboud Universiteit, Holanda, donde se doctoró con una tesis sobre ironía. Actualmente vive en Santiago y se desempeña como académico de la Universidad Andrés Bello. Es columnista estable en el diario Las Últimas Noticias y ha publicado artículos y ensayos en la revista Qué Pasa, en los diarios El Mercurio y La Tercera, y Revista Dossier; en la revista española Cuadernos Hispanoamericanos y en los medios argentinos Perfil, Revista Ñ y El Gran Cuaderno.
En 2011 publicó en LOM Ediciones Leyendo a Vila-Matas (2011), novela sobre un escritor frustrado que prepara un libro sobre Enrique Vila-Matas. Material rodante (2015), su primer libro publicado en Editorial Minúscula, de España, es un "breve anecdotario sobre lo ínfimo, que transcurre en torno a un personaje escurridizo, que desarma y desmitifica dos tradiciones del relato de viaje", un trabajo que, según la crítica, inscribió su nombre en la "familia de finos creadores que combinan sin recato no-ficción y novela, que han hecho de la metaliteratura un género mayor".
El libro de los bolsillos (2016), publicado por la misma editorial, se trata de un inventario personal "en el que se suceden sorprendentes postales cotidianas dedicadas a celebrar la vida privada de objetos comunes y corrientes que de tan cercanos se confunden con la propia biografía".
A través de ambas obras, cuyos ejes son la observación y la digresión, Maier definió una voz particular y atípica dentro de la literatura chilena. Su obra es descrita como un híbrido entre novela y ensayo, y la crítica destacó su "enorme flexibilidad narrativa" y capacidad para entrelazar "diversos registros genéricos atados por un único sujeto de la enunciación". Su gusto por los formatos breves, ha dicho el autor, tiene que ver con su "manía de pulir al máximo las frases" y con su afán de "respetar al lector, no quitarle más tiempo del necesario".
Su siguiente trabajo, Hay un mundo en otra parte (2018), editado por Literatura Random House, fue descrito como un libro que "hace de la digresión un arte nuevo". Se trata de ocho textos que giran en torno a "la sensación de que el jardín del vecino siempre es más verde, que uno podría estar en otra parte, la ilusión de que existe algo mejor. O, al menos, distinto", según el autor. La crítica destacó que cuando Maier "cavila en torno a situaciones minúsculas, en torno a objetos comunes y corrientes, en torno a estados de ánimo tan frecuentes como la molicie o la timidez, suele obtener el máximo provecho”.
En Otra novelita rusa (2019), parte de la colección Micra de Editorial Minúscula, Maier narra la "historia delirante de un viudo que un día decide dejarlo todo para irse a Moscú a derrotar a los mejores ajedrecistas del mundo", dando forma a un “un artefacto aireano, un librito que se escabulle de toda retórica simplona y realista”, en palabras del escritor Diego Zúñiga. Con este trabajo, el autor se alejó de la primera persona que caracterizó sus libros anteriores, decisión que tomó para contradecirse y contradecir las lecturas que vinculaban su obra con la literatura del yo. “Más que de mi fijación con el ajedrez (…), creo que la historia viene de mi fascinación por los proyectos medio delirantes. Como Herzog haciendo Fitzcarraldo en el Amazonas”, aseguró Maier en El Mercurio, donde también dijo que en esta novela “hay una lucha contra la gravedad del escritor. La lucha contra la literatura grave. Publicar libritos chicos es luchar contra la idea del escritor importante”. Sobre este trabajo, la prensa afirmó: “Maier les recuerda por qué su proyecto narrativo es uno de los más singulares de su generación”.

## Obra
- 2000 - El destello, Santiago, LOM Ediciones.
- 2011 - Leyendo a Vila-Matas, Santiago, LOM Ediciones.
- 2015 - Material rodante, Barcelona, Editorial Minúscula.
- 2015 - Todos los mundos posibles: una geografía de Daniel Guebel (coeditado junto a Brigitte Adriaensen), Rosario, Beatriz Viterbo Editora.
- 2016 - El libro de los bolsillos, Barcelona, Editorial Minúscula.
- 2018 - Hay un mundo en otra parte, Santiago, Literatura Random House.
- 2019 - Otra novelita rusa, Barcelona, Editorial Minúscula.
- 2021 - Leer y dormir, Barcelona, Editorial Minúscula.
- 2023 - Cuando cumplí cuarenta, Barcelona, Editorial Minúscula